# Protocole de Tanger
Pour les articles homonymes, voir Protocole.
Lire en ligne

(en) https://www.worldstatesmen.org/Tangier1923.pdf

Traité de Fès 30 mars 1912 Rattachement au Maroc 29 octobre 1956
Le protocole de Tanger, officiellement nommé convention du 18 décembre 1923 relative à l'organisation du Statut de la zone de Tanger, est un traité signé lors de la Convention de Paris par la France, l'Espagne, et le Royaume-Uni, par lequel la ville de Tanger et ses proches alentours au Maroc devint la zone internationale de Tanger.
Il est signé à Paris le 18 décembre 1923 , est ratifié le 14 mai 1924, et entre en vigueur courant juillet 1925. Un organe législatif international fut créé pour gouverner la ville. L'État espagnol occupa Tanger de 1940 à 1945, profitant de l'occupation de la France par l'Allemagne pendant la Seconde Guerre mondiale.
Le statut de la zone internationale resta en vigueur jusqu'à sa réintégration du 29 octobre 1956 au Maroc, après son indépendance la même année, avec cependant un statut spécial jusqu'au 11 avril 1960.
Après son entrée en vigueur, il fut modifié pour y inclure l'Italie le 25 juillet 1928, puis la même année le Portugal, la Belgique, les Pays-Bas, et la Suède.